# Suhuluceni, Telenești
Suhuluceni este satul de reședință al comunei cu același nume din raionul Telenești, Republica Moldova. Este așezat pe dreapta văii Alvnăgar, în fața satului Coropceni. Distanța directă până la centrul raional Telenești este de 17 km, până la Chișinău 58 km.

## Istorie
În 1904, Suhuluceni aparținea de volostea Ciocâlteni, județul Orhei. Avea 98 de case, cu o populație de 889 de țărani români. În sat creșteau 387 de vite mari. Împrejurul satului erau amplasate livezi.

## Demografie
Conform recensământului din anul 2004, în Suhuluceni locuiau 1.358 de locuitori, dintre care 698 bărbați și 660 femei. 1.351  (99,48%) de săteni s-au identificat moldoveni/români, 4 (0,29%) ucraineni, 2 (0.15%) ruși și 1 (0,07%) altă etnie.